# زیاد شعبو
زیاد شعبو (انگلیسی: Zyad Chaabo؛ زادهٔ ۱ ژانویهٔ ۱۹۷۹) بازیکن فوتبال اهل سوریه است.
او در فصل ۰۳–۲۰۰۲ با به ثمر رساندن ۲۲ گل، به آقای گلی در لیگ برتر فوتبال سوریه دست یافت.
وی در فوتبال باشگاهی ایران، سابقهٔ حضور در تیم پرسپولیس تهران را نیز دارد.
شعبو همچنین سابقهٔ حضور در تیم‌هایی چون الجیش سوریه، الکرامه سوریه و الوحده سوریه را دارد.
او همچنین سال‌ها عضو تیم ملی فوتبال سوریه بوده‌است.